# Софія Перовська (фільм)
«Софія Перовська» — радянський художній фільм 1967 року, знятий на кіностудії «Мосфільм».

## Сюжет
Молода дворянка Софія Перовська, дочка генерал-губернатора Петербурга, захоплена революційними ідеями. Не знаходячи розуміння серед близьких, вона залишає рідну домівку. «Ходіння в народ» дає Перовській безцінний досвід і знання життя — працюючи акушеркою, вона бачить важке життя простого народу, його темряву і покірність. Якось раз її заарештовують прямо під час прийому пологів — але вночі вона тікає з-під конвою на станції, сівши на поїзд, що проходив повз.
Знайомство з молодим народовольцем Желябовим переростає в сильне почуття, він зізнається Перовській в любові, вона відповідає йому взаємністю. Партія «Народна воля», до якої входять Желябов і Перовська, вступає на шлях терору і дає вирок царю — смерть. Незабаром приходить звістка про арешт Желябова, але це тільки додає Перовській рішучості — вона бере на себе керівництво однодумцями і їм вдається здійснити задумане — вбити Олександра II.
Під час замаху Рисаков першою бомбою пошкоджує карету імператора, а від бомби, кинутої Гриневицьким, отримують смертельне поранення імператор і сам метальник. Через кілька днів після замаху заарештовують і саму Перовську. На допитах Перовська тримається незалежно і з гідністю, заявляючи: «Я стратила не людину, а деспотизм». На упізнання їй приносять голову Гриневицького, який загинув під час замаху, оскільки його особистість не змогли встановити. Перовська повідомляє суду про вагітність Гельфман, завдяки чому тій вдається уникнути смертного вироку.
Отримавши право на останнє слово, Желябов вимовляє на суді революційну промову. Перовській дозволяють побачення з матір'ю, вона відмовляється подати прохання про помилування і пише останнього листа рідним. У день страти в'язнів в чорному одязі і з табличками «царевбивця» на грудях доставляють на площу, де встановлений ешафот і вже приготовлені п'ять домовин.

## У ролях
- Олександра Назарова — Софія Львівна Перовська
- Віктор Тарасов — Андрій Іванович Желябов
- Борис Хмельницький — Микола Іванович Кибальчич
- Георгій Тараторкін — Ігнатій Іоахімович Гриневицький
- Олександр Лук'янов — Тимофій Михайлович Михайлов
- Володимир Колокольцев — Микола Іванович Рисаков
- Катерина Райкіна — Геся Міровна Гельфман
- Тамара Абросімова — Віра Миколаївна Фігнер
- Кіра Головко — мати Перовської
- Григорій Кирилов — Лев Миколайович Перовський
- Владислав Стржельчик — Олександр II / слідчий
- Юхим Копелян — Михайло Таріелович Лоріс-Меліков
- Світлана Коркошко — Катерина Михайлівна Долгорукова
- Костянтин Худяков — Георгій Валентинович Плеханов
- Віктор Маркін — Лев Олександрович Тихомиров
- Зінаїда Славіна — Корнілова
- Геннадій Юдін — Кох
- Борис Бібіков — голова суду
- Олексій Головін — прокурор
- Юрій Родіонов — слідчий
- Тетяна Панкова — тюремна наглядачка
- Віктор Байков — двірник, свідок на суді
- Микола Кузьмін — кат
- Лаврентій Масоха — жандармський офіцер

## Знімальна група
- Режисер — Лео Арнштам
- Сценаристи — Євген Габрилович, Лео Арнштам
- Оператори — Олександр Шеленков, Іоланда Чен
- Композитор — Дмитро Шостакович
- Художники — Саїд Меняльщиков, Семен Валюшок